# Нуктения теневая
Nuctenea umbratica (лат.) — вид пауков-кругопрядов из рода Araneidae.

## Описание
Размеры самцов от 7,5 до 8 мм, самок от 12 до 16 мм.
Тело паука уплощено и имеет темную окраску (некоторые представители вида, обитающие на деревьях в лесу и расщелинах скал, имеют более коричневую окраску). Верхняя часть брюшка по периферии немного светлее, усеяна небольшими белыми пятнами (которые при близком рассмотрении представляют собой небольшие пучки светло-серых волосков). В центре брюшка можно различить 3 пары мелких черных точек, образующих впадины. На брюшной стороне 2 симметричных желтоватых пятна.

## Распространение
Данный вид распространён на всю Европу и Западную Азию вплоть до территории восточного Азербайджана. Также обитает в странах Северной Африки. В небольшом количестве обитает в Центральной и Юго-Восточной Азии. Вид преимущественно обитатель светлых лиственных и смешанных лесов.

## Обитание
Агрессии не проявляет. Укус, хоть и болезненный, но безвредный. Днём паук прячется в трещине в стене или в дупле коры. Он способен сплющить брюшко и поместиться в щель шириной 3-4 миллиметра рядом со своей паутиной. В умеренных зонах его можно встретить с начала весны, даже прохладными ночами, когда он ловит первых мотыльков или первых молодых осмиев.

## Подвиды
- Araneus umbraticus Clerck, 1757
- Aranea sexpunctata Linnaeus, 1758
- Aranea swammerdamii Scopoli, 1763
- Aranea cicatricosa De Geer, 1778
- Epeira umbraticola Lister, 1778
- Aranea impressa Fabricius, 1779
- Aranea litterata Panzer, 1804
- Epeira cinerea C. L. Koch, 1844
- Epeira thomisoides Dufour, 1855
- Epeira umbratica obscura Franganillo, 1909
- Nuctenea umbratica obscura (Franganillo, 1909)